# Sistemas de televisión terrestres
Hay tres principales sistemas de televisión abierta terrestre analógica actualmente en uso en todo el mundo: paracontrol pantalla y idt. Estos sistemas tienen varios componentes, incluyendo un conjunto de parámetros técnicos para la señal de radiodifusión, un sistema de codificación de color, y, posiblemente, un sistema para la codificación de sonido de televisión multicanal
En la televisión digital terrestre (TDT), todos estos elementos se combinan en un único sistema de transmisión digital.

## Sistemas de televisión analógicos

comercialización mundial de los sistemas de televisión analógica

Todos los sistemas de televisión analógica comenzaron como sistemas de blanco y negro. Cada país, frente a los temas políticos, técnicos y económicos locales, adoptó un sistema de televisión en color que se injerta en un sistema monocromo existente, con brechas en el espectro de vídeo, para permitir a la transmisión de la información de color adaptarse a los canales existentes asignados. El injerto de las normas de transmisión de color en los sistemas monocromos existentes, permitió que receptores de televisión monocromáticos existentes anteriores al cambio a la televisión de color, siguieran funcionando. Debido a este requisito de compatibilidad, los estándares de color añaden una segunda señal a la señal monocromática de base, que lleva la información de color. La información de color se llama crominancia (C), mientras que la información en blanco y negro se llama luminancia (Y). Los receptores de televisión monocromáticos solo muestran la señal de luminancia, mientras que los receptores de color procesan ambas señales. Aunque en teoría cualquier sistema monocromático podría ser adaptado para un sistema de color, en la práctica algunos de los sistemas monocromos originales no resultaron prácticos para adaptarse y fueron abandonados cuando se hizo el cambio a la transmisión de color. Todos los países utilizan uno de los tres sistemas de color: NTSC, PAL o SECAM.

### Fotogramas
Haciendo caso omiso del color, todos los sistemas de televisión funcionan esencialmente de la misma manera. La imagen monocromática vista por una cámara (la componente de luminancia de una imagen en color) se divide en líneas de exploración horizontal, alguna de las cuales conforman una sola imagen o cuadro. Una imagen monocromática es teóricamente continua, y por lo tanto ilimitada en resolución horizontal, pero para hacer viable la televisión, un límite tuvo que ser colocado en el ancho de banda de la señal de televisión, lo cual también limita la resolución horizontal posible. Cuando se introdujo el color, esta necesidad de límite se convirtió en algo fijo. Todos los sistemas de televisión analógicos actuales son entrelazados ya que las líneas alternas de un cuadro se transmiten primero, seguidas de las líneas restantes. Cada mitad de la trama se llama campo de vídeo, y la velocidad a la que se transmite cada uno es uno de los parámetros fundamentales de un sistema de vídeo, ya que está relacionado con la frecuencia a la cual opera el sistema de distribución de energía eléctrica, para evitar el parpadeo resultante del "batido" de frecuencias entre el sistema de deflexión de pantalla de la televisión y los campos magnéticos cercanos generados por la red eléctrica. En la actualidad, todas las pantallas digitales o de "pixel fijo" tienen escaneo progresivo y deben desentrelazar una señal fuente entrelazada. El uso de circuitería económica de desentrelazado es la diferencia típica entre las pantallas planas de plasma, LCD o TFT de bajo y alto precio.
Todas las cintas filmadas a la velocidad de 24 fotogramas por segundo, son transferidos a velocidades de fotogramas de vídeo mediante un equipo de telecine a fin de evitar efectos de vibración de movimiento graves. Por lo general, para formatos de 25 cuadros/seg (en países europeos, entre otros con 50 Hz de frecuencia de la red eléctrica), el contenido es acelerado en PAL (PAL Speedup), mientras que una técnica conocida como "conversión 3:2" se utiliza para los formatos de 30 cuadros/seg (en América del Norte, además de otros países con 60 Hz de frecuencia de la red) para que coincida la velocidad de fotogramas de película con la velocidad de fotogramas de vídeo sin acelerar la reproducción.

### Tecnología de visualización
Las normas de las señales de televisión analógica están diseñadas para el visualizado de imágenes en un tubo de rayos catódicos, y así la física de estos dispositivos controla necesariamente el formato de la señal de vídeo. La imagen en el tubo es dibujada por un haz de electrones en movimiento que impacta a un revestimiento de fósforo en la parte delantera del tubo. Este haz de electrones es dirigido por un campo magnético generado por electroimanes potentes cerca de la fuente del haz de electrones.
Con el fin de reorientar este mecanismo de dirección magnética, se requiere una cierta cantidad de tiempo debido a la inductancia de los imanes; mientras mayor es el cambio, mayor es el tiempo que tarda el haz de electrones para llegar a un nuevo punto.
Por esta razón, es necesario apagar el haz de electrones (que corresponde a una señal de luminancia cero) durante el tiempo que se necesita para reorientar el haz desde el extremo de una línea hasta el comienzo de la siguiente (retorno horizontal) y desde la parte inferior de la pantalla a la parte superior (retorno vertical o el intervalo de borrado vertical). El retorno horizontal se contabiliza en el tiempo asignado a cada línea de exploración, pero el retorno vertical se contabiliza como líneas imaginarias que nunca se muestran, sino que se incluyen en el número de líneas por cuadro definidos para cada sistema de vídeo. Puesto que el haz de electrones debe ser apagado en cualquier caso, el resultado es que hay brechas en la señal de televisión, que se pueden usar para transmitir otra información, tales como señales de prueba o señales de identificación de color.
Los desfases temporales se traducen en un espectro de frecuencia de señal con una figura similar a un peine, donde los dientes están espaciados a la frecuencia de línea y concentran la mayor parte de la energía. El espacio entre los "dientes" se puede utilizar para insertar una subportadora de color.

### Señalización oculta
Las empresas televisoras más tarde desarrollaron mecanismos para transmitir información digital en las "líneas fantasmas", que se utilizan principalmente para insertar teletexto y los subtítulos:
- El estándar PAL-Plus utiliza un esquema de señalización oculta para indicar si existe, y si es así, en que modo de funcionamiento está.
- El estándar NTSC ha sido modificado por el comité ATSC para soportar una señal anti-fantasma que se inserta en una línea de exploración no visible.
- El sistema de teletexto utiliza señalización oculta para transmitir páginas de información.
- El sistema NTSC Subtitulado utiliza una señalización que es casi idéntica a la señalización de teletexto.
- Imágenes en pantalla ancha: Todos los sistemas de 625 líneas incorporan pulsos en la línea 23 que indican a la pantalla que una imagen panorámica con relación de aspecto 16:9 se está transmitiendo, aunque esta opción no se utiliza actualmente en las transmisiones analógicas.

### Entrelazado
En un sistema puramente analógico, el orden de los campos es más que una cuestión de convención. Para material grabado digitalmente, se hace necesario cambiar el orden de los campos cuando la conversión se lleva a cabo a partir de un estándar a otro.

### Polaridad de imagen
Otro de los parámetros de los sistemas de televisión analógicos, de menor importancia en comparación, es la elección de si la modulación de la portadora de video es positiva o negativa. Algunos de los sistemas de televisión de electrónicos más antiguos, como el sistema A británico de 405 líneas, usan la modulación positiva. También fue utilizado en los dos sistemas belgas (sistemas C y F) y los dos sistemas franceses (Sistemas E y L). En los sistemas de modulación positivos, como en el estándar de transmisión de facsímil blanco anterior, el valor máximo de luminancia se representa por la potencia máxima de portadora; en la modulación negativa, el valor máximo de luminancia se representa por la potencia de la portadora cero. Todos los sistemas de vídeo analógicos más nuevos usan modulación negativa con la excepción del sistema francés L.
El ruido impulsivo, especialmente el proveniente de los sistemas de encendido de automóviles antiguos, causó la aparición de puntos blancos en las pantallas de los receptores de televisión con modulación positiva pero éstos podrían haber utilizado circuitos de sincronización sencillos. El ruido impulsivo en los sistemas de modulación negativa aparece como manchas oscuras que son menos visibles, pero la sincronización de imagen era seriamente degradada cuando se utiliza la sincronización sencilla. El problema de sincronización fue superado con la invención de los circuitos de bucle de seguimiento de fase.
Los televisores mayores para los sistemas de modulación positivos a veces eran equipados con un inversor de señal de pico de vídeo que convertiría en oscuros los puntos de interferencia blancos. Este fue por lo general ajustado por el usuario con un control en la parte posterior del televisor con la etiqueta "White Spot Limiter" en Gran Bretaña o "Antiparasite" en Francia. Si se ajusta incorrectamente, se convertiría en oscura toda imagen en blanco brillante. La mayoría de los sistemas de modulación positivos televisión dejaron de funcionar a mediados de la década de 1980. El sistema francés L continuó hasta la transición a la radiodifusión digital. La modulación positiva fue una de las características técnicas únicas que originalmente protegían la electrónica francesa y la industria de radiodifusión de la competencia extranjera y que impedían que los receptores franceses recibieran emisiones de los países vecinos.
Otra ventaja de la modulación negativa es que, puesto que los impulsos de sincronización representan la máxima potencia portadora, es relativamente fácil de arreglar el control automático de ganancia del receptor para operar solamente durante los impulsos de sincronización, y, por lo tanto, obtener una señal de vídeo de amplitud constante para alimentar al resto del receptor. Esto no fue posible durante muchos años con modulación positiva ya que la potencia de la portadora máxima varía dependiendo del contenido de la imagen. Los circuitos de procesamiento digital modernos han logrado un efecto similar, pero utilizando el pórtico delantero de la señal de video.

### Modulación
Teniendo en cuenta todos estos parámetros, el resultado es una señal analógica continua que puede ser modulada sobre una portadora de radiofrecuencia y transmitida a través de una antena. Todos los sistemas de televisión analógicos utilizan modulación de banda lateral residual, una forma de modulación de amplitud en la que una banda lateral se elimina parcialmente. Esto reduce el ancho de banda de la señal transmitida, lo que permite utilizar canales de ancho de banda más angostos.

### Audio
En la televisión analógica, el audio es invariablemente modulado por separado del vídeo. Más comúnmente, el audio y el vídeo se combinan en el transmisor antes de ser llevados a la antena, aunque se puedan usar antenas separadas. En todos los casos donde se utiliza la modulación negativa del vídeo, se usa FM para el audio monoaural estándar; en los sistemas de modulación positiva de vídeo usan sonido modulado en amplitud y tecnología de receptor interportadora no se puede incorporar. El audio estéreo, o más generalmente de varios canales, se codifica mediante una serie de esquemas que (excepto en los sistemas franceses) son independientes del sistema de vídeo. Los principales sistemas son NICAM, que utilizan una codificación de audio digital; en la doble-FM (conocida bajo una variedad de nombres, en particular sistema dual de televisión, A2 estéreo, estéreo alemán o IGR estéreo), cada canal de audio es modulado por separado en FM y se añade a la señal de emisión, y BTSC (también conocido como MTS, que multiplexa los canales de audio adicionales en la portadora de audio de FM. Todos los tres sistemas son compatibles con audio de FM monoaural, pero solo NICAM se puede utilizar con los sistemas de audio AM franceses.

### Evolución
Por razones históricas, algunos países utilizan un sistema de vídeo diferente en UHF al de la banda de VHF. En algunos países, sobre todo en el Reino Unido, la radiodifusión de televisión en VHF ha sido apagada del todo. El Sistema A británico de 405 líneas, a diferencia de todos los demás, suprimió la banda lateral superior en lugar de la parte inferior, acorde con su estatus como el sistema de televisión en funcionamiento más antiguo en sobrevivir en la era de color, aunque nunca se usó oficialmente con la codificación de color. El Sistema A se puso a prueba con las tres normas de color, y el equipo de producción fue diseñado y listo para ser construido. El Sistema A podría haber sobrevivido, como NTSC-A, sin embargo el gobierno británico decidió usar junto con el resto de Europa una señal de video de 625 líneas, implementando en Gran Bretaña el PAL-I únicamente en la banda de UHF.
El Sistema E francés de 819 líneas fue un esfuerzo de la posguerra para avanzar la posición de Francia en la tecnología de la televisión. Sus 819 líneas fueron casi de alta definición incluso para los estándares de hoy en día. Como en el Sistema británico A, fue usado en banda VHF y se quedó en blanco y negro hasta su cierre en 1984 en Francia y 1985 en Mónaco. Fue probado con SECAM en las primeras etapas, pero más tarde se tomó la decisión de adoptar el color de 625 líneas. Así, Francia adoptó el Sistema L en UHF y abandonó el Sistema E.

## Lista de sistemas de televisión analógicos

### Sistemas anteriores a la Segunda Guerra Mundial
Fueron probados diversos sistemas experimentales y de difusión anteriores a la Segunda Guerra Mundial. Los primeros estaban basados en la mecánica y eran de muy baja resolución, a veces sin sonido. Los sistemas posteriores fueron electrónicos.

### Estándares de laUIT
En una conferencia internacional celebrada en Estocolmo en 1961, la Unión Internacional de Telecomunicaciones designó normas para los sistemas de televisión. Cada norma se designa con una letra, desde la A hasta la N. En combinación con un sistema de color (NTSC, PAL, SECAM), especifica completamente todos los sistemas de televisión analógicos monofónicos en el mundo. La siguiente tabla muestra las principales características de cada norma. Los sistemas de televisión ya desaparecidos se muestran en texto gris, los anteriores nunca designados por la UIT aún no se muestran. A excepción de las líneas y velocidades de fotogramas, las demás unidades son en MHz.
| Norma | Introducción | Líneas | Velocidad de cuadros | Ancho de banda del canal | Ancho de banda de video (MHz) | Separación entre portadoras de audio y video (MHz) | Banda Lateral Vestigial (MHz) | Modulación del Video | Modulación del Audio | Frecuencia de subportadora de crominancia (MHz) | Relación de potencia Video/Audio | Sistema de Color |
| ----- | ------------ | ------ | -------------------- | ------------------------ | ----------------------------- | -------------------------------------------------- | ----------------------------- | -------------------- | -------------------- | ----------------------------------------------- | -------------------------------- | ---------------- |
| A     | 1936         | 405    | 25                   | 5                        | 3                             | −3,5                                               | 0,75                          | Pos.                 | AM                   |                                                 | 4:1                              | ninguno          |
| B     | 1950         | 625    | 25                   | 7                        | 5                             | +5,5                                               | 0,75                          | Neg.                 | FM                   |                                                 |                                  | PAL/SECAM        |
| C     | 1953         | 625    | 25                   | 7                        | 5                             | +5,5                                               | 0,75                          | Pos.                 | AM                   |                                                 |                                  | ninguno          |
| D     | 1948         | 625    | 25                   | 8                        | 6                             | +6,5                                               | 0,75                          | Neg.                 | FM                   |                                                 |                                  | SECAM/PAL        |
| E     | 1949         | 819    | 25                   | 14                       | 10                            | ±11,15                                             | 2,00                          | Pos.                 | AM                   |                                                 |                                  | ninguno          |
| F     |              | 819    | 25                   | 7                        | 5                             | +5,5                                               | 0,75                          | Pos.                 | AM                   |                                                 |                                  | ninguno          |
| G     |              | 625    | 25                   | 8                        | 5                             | +5,5                                               | 0,75                          | Neg.                 | FM                   | 4,43                                            | 5:1                              | PAL/SECAM        |
| H     |              | 625    | 25                   | 8                        | 5                             | +5,5                                               | 1,25                          | Neg.                 | FM                   | 4,43                                            | 5:1                              | PAL              |
| I     | 1962         | 625    | 25                   | 8                        | 5,5                           | +5,9996                                            | 1,25                          | Neg.                 | FM                   | 4,43                                            | 5:1                              | PAL              |
| J     | 1953         | 525    | 30                   | 6                        | 4,2                           | +4,5                                               | 0,75                          | Neg.                 | FM                   |                                                 |                                  | NTSC             |
| K     |              | 625    | 25                   | 8                        | 6                             | +6,5                                               | 0,75                          | Neg.                 | FM                   | 4,43                                            | 5:1                              | SECAM/PAL        |
| K'    |              | 625    | 25                   | 8                        | 6                             | +6,5                                               | 1,25                          | Neg.                 | FM                   |                                                 |                                  | SECAM            |
| L     | 1967         | 625    | 25                   | 8                        | 6                             | -6,5                                               | 1,25                          | Pos.                 | AM                   | 4,43                                            | 8:1                              | SECAM            |
| M     | 1941         | 525    | 30                   | 6                        | 4,2                           | +4,5                                               | 0,75                          | Neg.                 | FM                   | 3,58                                            |                                  | NTSC             |
| N     | 1951         | 625    | 25                   | 6                        | 4,2                           | +4,5                                               | 0,75                          | Neg.                 | FM                   |                                                 |                                  | PAL              |